# Piper papilliferum
Piper papilliferum är en pepparväxtart som beskrevs av J.A. Steyermark. Piper papilliferum ingår i släktet Piper och familjen pepparväxter. Inga underarter finns listade i Catalogue of Life.